# Praga

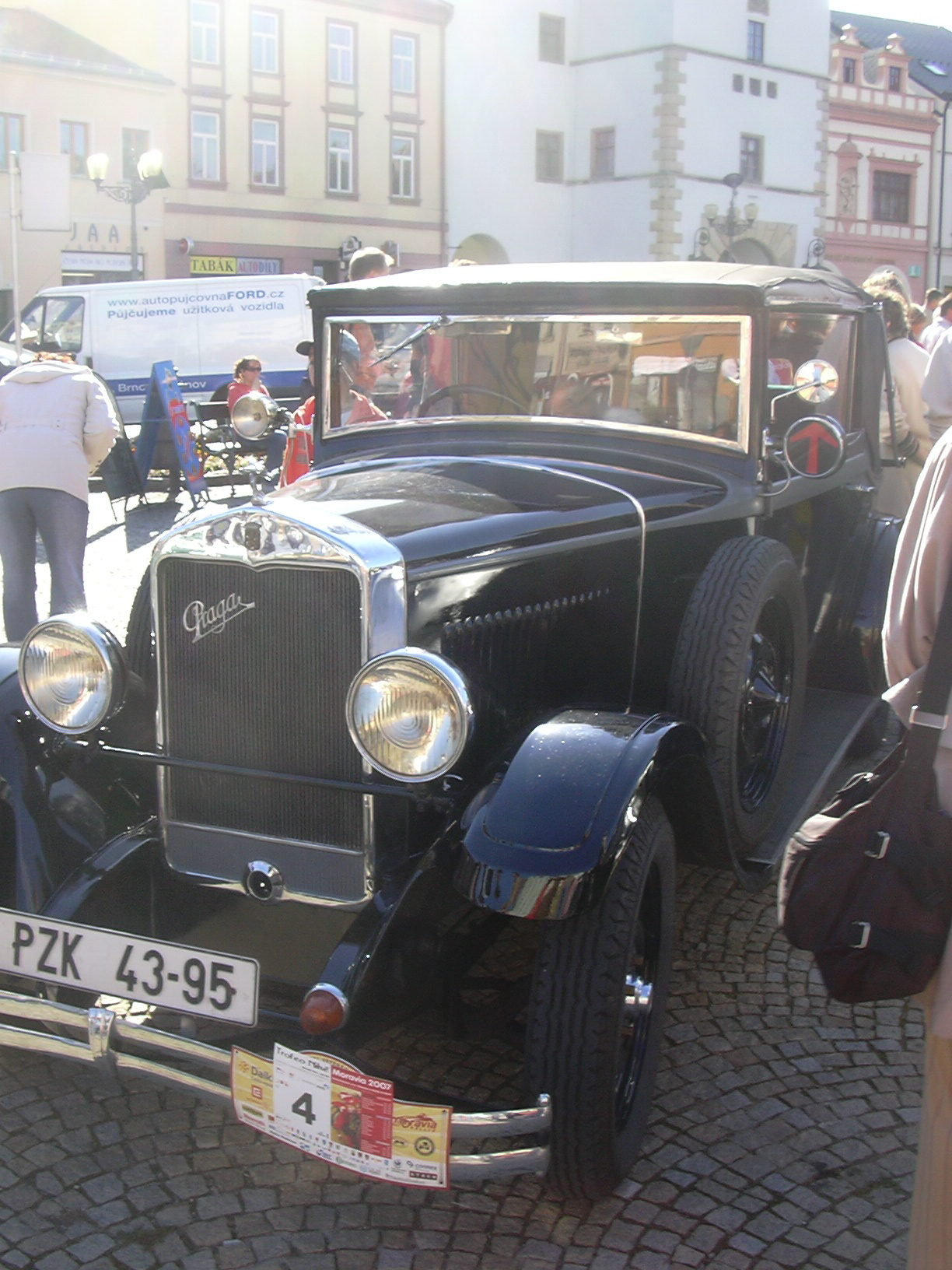
1930 Praga Alfa

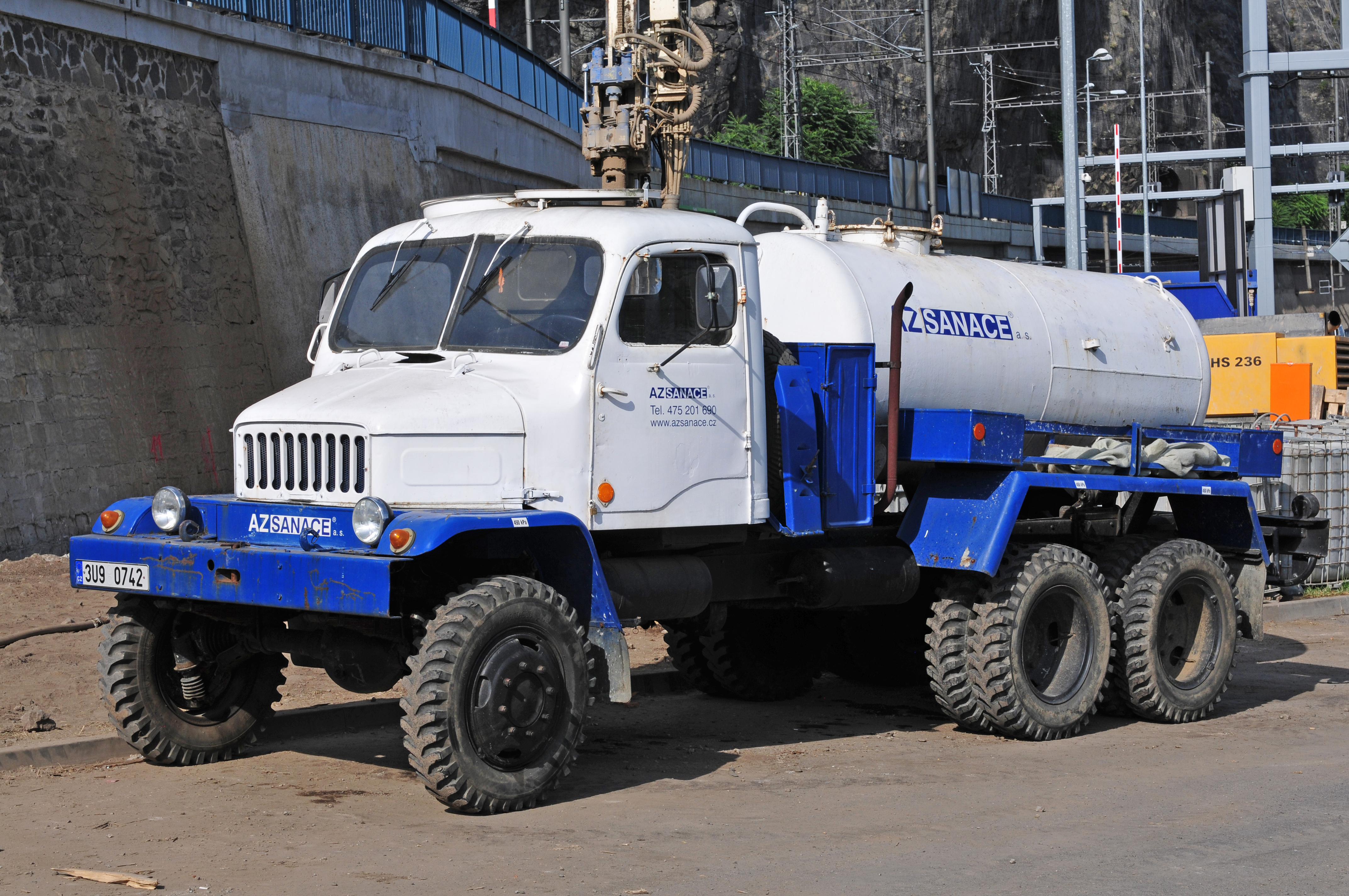
Praga V3S

Praga är ett tjeckiskt fordonsmärke etablerat år 1907. Det är det tredje äldsta i landet och stiftades i Prag (tjeckiska: Praha, därav namnet). De första bilarna från Praga var baserade på licenser från Isotta Fraschini, Benz, Renault och Charron. Från 1911 tillverkade Praga egna modeller.
År 1929 fusionerade de med flygmotor- och motorcykelfabriken Breitfeld & Danek. Före andra världskriget hade Praga alltså både flygplan, flygmotorer, motorcyklar (från 1929 till 1935), personbilar och lastbilar för tillverkning. Efter kriget gick de över till att endast producera lastbilar, med undantag för några få personbilar mellan 1946 och 1947 till de tjeckoslovakiska myndigheterna. I personbilsfabriken blev traktortillverkaren Zetor etablerat.
I perioden 1939-1942 blev Pragalastbilar byggda på licens i Slovakien under namnet Orava. I Jugoslavien lade Praga grundläggandet för lastbilsmärket TAM efter kriget. Fabriken samarbetade också med lastbilsavdelningen till Škoda på 1950- och 1960-talet, och de byggda också i flera år lättare fordon på licens från franska Renault-Saviem.
Runt 1961 blev produktionsanläggningen i Prag omlagd till en uteslutande delproduktion, medan lastbilsproduktionen flyttades ihop med Avia.
År 1992 blev företaget privatiserat. Sedan 2004 tillverkar de terrängfordon liknande Unimog, och de har nyligen startat motorcykelproduktion för grenarna cross och enduro.